# Szwedzka Kompania Ochotnicza
Szwedzka Kompania Ochotnicza (szw. Svenska Frivilligkompaniet) – ochotniczy oddział wojskowy fińskiej armii złożony ze Szwedów podczas wojny kontynuacyjnej 1941-1944
Kompania została sformowana w Turku w styczniu 1942 r. Składała się ze szwedzkich ochotników, którzy pozostali w Finlandii po rozwiązaniu Szwedzkiego Batalionu Ochotniczego. Liczyła ok. 400 ludzi. Weszła w skład fińskiego 13 Pułku Piechoty, walczącego w rejonie Jandeba nad rzeką Świr. Na jej czele  kompanii stanął por. Gösta Hallberg-Cuula, który zginął 14 kwietnia 1942 r. Kompania przebywała na froncie do poł. maja 1944 r. Zakończyła swój szlak bojowy w rejonie Näätälä-Tali-Ihantala. Poniosła bardzo duże straty. Została rozwiązana w Turku 26 września.